# Ago de Friuli
Ago a fost duce longobard de Friuli, care și-a început domnia cândva între 651 și 661 până în jurul anului 663 (unele surse plasează încheierea domniei la 660).
Ago a succedat ducelui Grasulf al II-lea.
Conform cronicii lui Paul Diaconul, a existat o clădire în Cividale numită "Casa lui Ago". Ago a murit și a fost succedat de ducele Lupus de Friuli.